# Metarranthis panisaria
Metarranthis panisaria är en fjärilsart som beskrevs av Walker 1860. Metarranthis panisaria ingår i släktet Metarranthis och familjen mätare. Inga underarter finns listade i Catalogue of Life.